# The Eighties
The Eighties è una miniserie televisiva statunitense trasmessa da CNN e da Sky Arte che esplora i principali eventi politici e culturali degli anni Ottanta.

## Episodi
- Da Dinasty a Miami Vice, la nascita dei serial
- Arriva Letterman
- La guerra all'AIDS
- Video killed the radio star
- La rivoluzione di Reagan
- Generazione Yuppie
- La caduta del muro
- Un computer per tutti